# 장안사 응진전 석조석가여래삼존상 복장유물 일괄
기장 장안사 응진전 석조석가여래삼존상 복장유물 일괄(機張 長安寺 應眞殿 石造釋迦如來三尊坐像 腹藏物 一括)은 부산광역시 기장군 장안읍, 장안사에 있는 불상에서 나온 복장유물이다. 2016년 9월 21일 부산광역시의 유형문화재 제172호로 지정되었다.

## 개요
장안사 응진전에 봉안된 석조석가여래삼존좌상에 납입된 복장유물에는 발원문을 포함하여 喉鈴筒, 『妙法蓮華經』 낱장, 觀世音菩薩寶篋手眞言 등이 있는데, 가장 윗부분에 발원문이 위치하고 그 아래로 묘법연화경, 후령통, 관세음보살보협수진언, 다라니 순서로 납입되었다. 그리고 석가여래상의 밑바닥에서는 太儀가 시주한 다라니가 발견되었다. 석조미륵보살좌상 내부에서 확인된 후령통을 감싸고 있는 황초폭자의 매듭이 이미 풀려진 상태로 발견되어 이전에 복장공이 한 차례 개봉되었던 것으로 추정된다.
장안사 응진전 석조석가여래좌상에서 나온 발원문 내용을 통해 응진전 불상군의 제작시기가 1684년이라는 사실과 여기에 참여한 시주자들을 확인할 수 있으며 주로 승려와 재가신도들로 구성되어 있는 점이 특징이다. 복장물 가운데 관세음보살보협수진언과 다라니는 시주자명을 묵서한 예가 많으며 경전을 시주하거나 불상 조성에 참여한 인물과 일치하는 사례가 있어 흥미롭다. 金邦翰(1635-1698)이 1660년에 쓴「長安寺大雄殿記」에는 1638년(인조 16) 태의(太儀)가 좌우 전각을 중건하였다고 기록하였는데, 좌우전각은 응진전과 명부전으로 이해된다. 그런데 이 복장물 가운데 다라니의 시주자로 太儀가 등장하는데 응진전의 중창자가 복장물의 다라니에서 확인된 점은 의미가 있다. 따라서 장안사 응진전의 복장물은 그 물목과 형식이 시대성을 잘 따르고 있으며, 발원문과 후령통, 각종 경전류, 다라니 등이 불상과 같은 시기에 제작되어 납입된 점, 응진전의 중창주인 태의의 존재가 다라니에서 확인되는 점 등이 불교의례 연구에 좋은 자료가 되는 유물이다.

## 참고 자료
- 기장 장안사 응진전 석조석가여래삼존상 복장유물 일괄 - 국가유산청 국가유산포털